# Michail Evseevič Bukinik
Michail Evseevič Bukinik (in ucraino Михайло Євсійович Букінік, in russo Михаил Евсеевич Букиник; Dubno, 10 novembre 1872 – 1947) è stato un violoncellista, compositore e critico musicale ucraino, oltre che didatta.
I suoi quattro studi da concerto per violoncello solista sono stati pezzi obbligatori al prestigioso concorso internazionale di violoncello di Markneukirchen nel maggio 2005.

## Biografia
Bukinik nacque nell'Oblast' di Rivne, allora parte dell'Impero russo, oggi in Ucraina (circa 400 km ad ovest di Kiev). Quattro membri della sua famiglia, tra cui suo fratello Isaac (violinista, insegnante, critico musicale) e le sue due figlie, decisero che la musica sarebbe stata la loro professione. Dal 1885 al 1890 Bukinik frequentò la scuola di musica di Charkiv, dove fu anche membro della Società musicale russa. Durante questi cinque anni studiò con Alfred von Glehn (che era anche l'insegnante di Grigorij Pjatigorskij) al conservatorio di Mosca. Nelle sue solite performance e concerti come membro dell'orchestra, suonò insieme a musicisti quali Sergej Taneev, Nikolaj Metner, Konstantin Igumnov, Aleksandr Gol'denvejzer e Aleksandr Gedike. Tra i suoi colleghi studenti ci furono noti musicisti come Ferruccio Busoni, Aleksandr Skrjabin e Sergej Rachmaninov. Bukinik terminò gli studi nel 1895.
Si recò quindi in tournée in Russia con un'orchestra sinfonica diretta da Dmitrij Achšarumov. Dopo un breve soggiorno a Berlino, Bukinik si recò a Saratov, nel 1899, dove rimase fino al 1904 insegnando all'Istituto Mariinskij. Allo stesso tempo, si incontrò con il famoso pittore Viktor Borisov-Musatov, che divenne suo amico per il resto della vita. Pavel Kuznecov fu un altro pittore che divenne amico intimo di Bukinik. Nel 1901, assieme a Borisov-Musatov, allo scrittore Vladimir Stanjukovič e a sua moglie Nadežda, fondò il cosiddetto Club inglese di Saratov. Nei due anni seguenti (1904–1906) Bukinik visse in Germania, Francia e Svizzera.
Dal 1906, si esibì diverse volte a Mosca, dove fu anche insegnante di violoncello alla scuola di musica Gnessin. Dopo la rivoluzione russa, nell'ottobre 1917, la scuola venne temporaneamente chiusa. Dal 1919 al 1922 Bukinik fu professore al Conservatorio di Kharkov. Nel 1922 emigrò negli Stati Uniti d'America, dove operò con il Quartetto d'archi ucraino e suonò in teatri musicali ucraini. Nel 1944 pubblicò le sue memorie e morì nel 1947.
Bukinik fu autore di diversi pezzi per violoncello e arrangiò molti pezzi di compositori russi.